# The Relic
The Relic är en amerikansk film från 1997 i regi av Peter Hyams. 

## Rollista i urval
- Penelope Ann Miller - Dr. Margo Green
- Tom Sizemore - Lt. Vincent D'Agosta
- Linda Hunt - Dr. Ann Cuthbert
- James Whitmore - Dr. Albert Frock
- Clayton Rohner - Sgt. Hollingsworth
- Chi Muoi Lo - Dr. Greg Lee
- Thomas Ryan - Tom Parkinson
- Francis X. McCarthy - Mr. Blaisedale
- Constance Towers - Mrs. Blaisedale
- John Kapelos - McNally
- Lyn Alicia Henderson - Perri Masai
- Don Harvey - Spota
- Audra Lindley - Dr. Zwiezic
- Lewis Van Bergen - Dr. John Whitney